# سیارک ۲۰۴۸۴
سیارک ۲۰۴۸۴ (به انگلیسی: 20484 Janetsong، نامگذاری:1999NL41) بیست هزار و چهارصد و هشتاد و چهارمین سیارک کشف شده‌است که در ۱۴ ژوئیه ۱۹۹۹ کشف شد.
قدر مطلق سیارک برابر ۱۹.۵ است.